# Збірна Індії з хокею із шайбою
Збірна Індії з хокею із шайбою (англ. India national ice hockey team) — національна чоловіча збірна команда Індії, яка представляє країну на міжнародних змаганнях з хокею. Функціонування команди забезпечується Асоціацією хокею Індії, яка є членом ІІХФ.

## Історія
Історія хокею з шайбою в Індії нараховує вже 100 років, цей вид спорту був улюбленим дозвіллям британців (насамперед військових які базувались в Індії). Усе знаряддя для хокею завозили з Британії, для гри використовували озера у зимовий період. У 70-ті роки минулого століття пройшов перший матч між військовими Великої Британії та Індії, саме після цього до хокею виник інтерес з боку місцевих жителів. 27 квітня 1989 року індійську асоціацією хокею прийняли до ІІХФ, а свій перший матч національна збірна провела у 2009 році проти збірної Таїланду. З 2009 року збірна Індії постійно виступає на Азійському Кубку Виклику з хокею із шайбою.

## Виступи на міжнародних турнірах
- 2009; Абу-Дабі, ОАЕ. 8 місце.
- 2011; Ель-Кувейт, Кувейт. 6 місце.
- 2012; Деградун, Індія. 5 місце.
- 2013; Бангкок, Таїланд. 10 місце.
- 2014; Абу-Дабі, ОАЕ. Дивізіон І — 4 місце.